# Kalikur Wl
Kalikur Wl is een bestuurslaag in het regentschap Lembata van de provincie Oost-Nusa Tenggara, Indonesië. Kalikur Wl telt 861 inwoners (volkstelling 2010).